# Vívódások
A Vívódások vagy Belső terek (eredeti cím: Interiors) 1978-ban bemutatott amerikai filmdráma, melynek forgatókönyvírója és rendezője Woody Allen. A főszerepekben Kristin Griffith, Mary Beth Hurt, Richard Jordan, Diane Keaton, E. G. Marshall, Geraldine Page, Maureen Stapleton és Sam Waterston láthatóak.
Ez Allen első filmje a dráma műfajában, a kritikusok elismeréssel fogadták. Öt Oscar-díjra jelölték, többek között a legjobb rendező, a legjobb eredeti forgatókönyv (mindkettő Allené), a legjobb színésznő (Page) és a legjobb női mellékszereplő (Stapleton) kategóriákban. Page elnyerte a legjobb női mellékszereplőnek járó BAFTA filmdíjat is.

## Cselekmény
A film középpontjában Arthur (E. G. Marshall) vállalati ügyvéd és Eve (Geraldine Page) lakberendező három gyermeke áll.
Renata (Diane Keaton) költő, akinek férje, Frederick (Richard Jordan) sikertelen író. Frederick úgy érzi, hogy Renata sikere "elnyomja". Flyn (Kristin Griffith) színésznő, aki az esetek nagy részében távol van és filmeket készít; filmjei alacsony színvonaluk miatt nevetség tárgyát képezik. Joey (Mary Beth Hurt) kapcsolatban áll Mike-kal (Sam Waterston), aki nem tud magának stabil állást találni, és utálja az anyját amiatt, hogy Renatát részesíti előnyben. Renata viszont utálja azt, hogy az apjuk aggódik Joey iránt.

## Szereplők
| Szerep    | Színész           | Magyar hang         |
| --------- | ----------------- | ------------------- |
| Eve       | Geraldine Page    | Dallos Szilvia      |
| Renata    | Diane Keaton      | Bertalan Ágnes      |
| Joey      | Mary Beth Hurt    | Böhm Anita          |
| Flyn      | Kristin Griffith  | Majsai-Nyilas Tünde |
| Frederick | Richard Jordan    | Selmeczi Roland     |
| Arthur    | E. G. Marshall    | Horányi László      |
| Pearl     | Maureen Stapleton | Szabó Éva           |
| Mike      | Sam Waterston     | Bordás János        |

## Bevétel
A film 10,4 millió dolláros bevételt hozott az Amerikai Egyesült Államokban és Kanadában.

## Fordítás
- Ez a szócikk részben vagy egészben  az   Interiors című angol Wikipédia-szócikk fordításán alapul.  Az eredeti cikk szerkesztőit annak laptörténete sorolja fel. Ez a jelzés csupán a megfogalmazás eredetét és a szerzői jogokat jelzi, nem szolgál a cikkben szereplő információk forrásmegjelöléseként.